# Bogdana Stritar
Bogdana Stritar, slovenska operna pevka, altistka * 1. september 1911, Solkan, † 14. avgust 1992, Ljubljana.
Oče je bil glasbenik Albin Stritar, mati Alojzija (r. Čubej). Petje je študirala na Državnem konservatoriju in Akademiji za glasbo v Ljubljani. 1941 je bila angažirana v ljubljanski Operi, 1944-45 članica Slovenskega narodnega gledališča na osvobojenem ozemlju, nato do 1964 Opere v Ljubljani. Njen prvi mož je bil skladatelj France Šturm, drugi slikar Dore Klemenčič - Maj, sestre operna pevka Nada Vidmar, zdravnica Zora Konjajev in Zdenka Stritar (por. Bajec), brat agronom Albin Stritar.

## Priznanja in odlikovanja
Leta  1948 je prejela red zaslug za ljudstvo, leta 1950 red dela . 

Leta 1974 je prejela nagrado Prešernovega sklada »za pevsko delo«.